# 27. vestlige længdekreds
Den 27. vestlige længdekreds (eller 27 grader vestlig længde) er en længdekreds, der ligger 27 grader vest for nulmeridianen. Den løber gennem Ishavet, Grønland, Atlanterhavet, det Sydlige Ishav og Antarktis.